# مطار بشار - بودغن بن علي لطفي
مطار بشار (بالإنجليزية: Boudghene Ben Ali Lotfi Airport)‏ هو مطار يقع على بعد 5 كم إلى الشمال من بشار، وهي مدينة بولاية بشار الجزائرية.

## شركات الطيران
| شركات الطيران           | الوجهات        |
| ----------------------- | -------------- |
| الخطوط الجوية الجزائرية | الجزائر، تندوف |